# Basserveld
Basserveld is een buurtschap in de gemeente Steenwijkerland, in de Nederlandse provincie Overijssel.
De buurtschap is gelegen in de Kop van Overijssel tussen Paasloo en Marijenkampen, dicht bij de grens met de provincie Friesland.